# Wolves in the Throne Room
Wolves in the Throne Room (с англ. — «Волки в тронном зале») — американская атмосферик-блэк-метал группа, которую образовали в 2003 году братья Аарон и Натан Уивер. На данный момент WITTR считаются одной из самых оригинальных групп на американской блэк-метал сцене, положившей начало «Cascadian black metal»-сцене (объединяющей в основном американские и канадские группы из региона Каскадных гор).

## История
Идея создания группы впервые появилась у Аарона и Натана в 2002 году, когда они присутствовали на одной из встреч организации Earth First!. В апреле 2003 года они сделали первые попытки записать демо. Немного позднее к ним присоединился гитарист и вокалист Ник Пол, и в таком составе группа записала в 2004 году первое демо. Впрочем, Ник Пол вскоре ушёл из группы, но ему вскоре была найдена замена в лице Ричарда Далена. В этом составе группа записала ещё одно демо в 2005 году, и два альбома.
Сейчас в дискографии WITTR семь полноформатных альбомов и два мини-альбома.

## Особенности звучания и идеологии
Музыку коллектива причисляли к атмосферик-блэк-металу и «каскадиан-блэк-металу». Группу также считают значимой для пост-метала за их сочетание «атмосферы и агрессии» для создания «эмоционально воздействующей» музыки, особенно на их втором альбоме 2007 года Two Hunters.
В отличие от многих андеграундных блэк-метал-групп, Wolves in the Throne Room играют достаточно сложную по структуре музыку с сильной примесью дарк-эмбиента, а также с элементами фолк-метала, дум-метала и даже краст-панка. Почти все песни группы имеют продолжительность больше 10 минут. Впоследствии подобное звучание стало характерным и для многих других групп из того же региона (Skagos, L’Acephale, Alda).
В плане идеологии WITTR также серьёзно отличаются от других блэк-метал-групп. Основная тематика их текстов — не сатанизм и мизантропия (как обычно в тру-блэке), а природа и мифология, что сближает их с пэган-металом. В своих интервью они заявляют, что отвергают идеи NSBM, и хотя не имеют определённых политических взглядов, но поддерживают зелёный анархизм и энвайронментализм.

## Дискография
Студийные альбомы
- Diadem of 12 Stars (2006)
- Two Hunters (2007)
- Black Cascade (2009)
- Celestial Lineage (2011)
- Celestite (2014)
- Thrice Woven (2017)
- Primordial Arcana (2021)

Мини-альбомы
- Malevolent Grain (2009)
- BBC Session 2011 Anno Domini (2013)
- Crypt of Ancestral Knowledge (2023)

Концертные альбомы
- Live at Roadburn 2008 (2008)
- Turning Ever Towards the Sun (2014)

Демо
- Wolves in the Throne Room (2004)
- Demo (2005)